# Oddaverjar
Gli Oddaverjar (singolare Oddaverji) erano un potente clan familiare dell'Islanda tra il XII e il XIII secolo, all'epoca dello Stato libero d'Islanda; il loro nome deriva dal luogo in cui si stabilirono, Oddi, presso il Rangárvellir (Islanda meridionale).
La loro ascesa avvenne durante la seconda metà del XII secolo, ma in seguito il loro potere prese a svanire: giocarono un ruolo minore nella guerra civile islandese durante l'Epoca degli Sturlungar (1220-1264). Solo dopo la firma del Gamli sáttmáli ("Vecchio Patto") e l'annessione dello Stato libero d'Islanda alla Norvegia di re Haakon IV essi cominciarono ad opporsi a Gissur Þorvaldsson, jarl d'Islanda appartenente al clan degli Ásbirningar, ma ormai era troppo tardi.
La nascita degli Oddaverjar risale ai primi colonizzatori dell'Islanda. Il primo Oddaverji conosciuto è Sæmundur Sigfússon detto fróði ("il saggio"), uno studioso dell'inizio del XII secolo.